# Laboratoire d'excellence en régulation financière
Le Laboratoire d'excellence en régulation financière (Labex ReFi) est un centre de recherche français voué à l’évaluation des politiques de régulation financière. Il a été constitué à l’initiative du Conservatoire national des arts et métiers (CNAM), de l’École nationale d'administration (ENA), de l’université Paris I Panthéon Sorbonne et d’ESCP Business School (porteur du projet) dans le cadre du grand emprunt. Financé sur 10 ans, le Labex ReFi sera évalué par l’Agence nationale de la recherche.

## Labex ReFi: un laboratoire d’excellence au service de la régulation financière
Depuis la crise financière, la régulation des activités financières est au centre de l’actualité économique et politique. La crise a en effet amené les régulateurs mais également le monde académique à se poser des questions nouvelles sur l’efficacité des politiques de régulations.
La gouvernance du Labex ReFi est organisée autour d’un conseil scientifique sous la direction du professeur Christian de Boissieu, d’un conseil d’orientation stratégique, présidé par Augustin de Romanet, composé de régulateurs et de personnalités académiques et professionnelles et d’un comité exécutif, dirigé par Raphaël Douady et François-Gilles Le Theule, où sont représentées les institutions partenaires.
Le LabEx ReFi est un centre de recherche voué à l’évaluation des politiques de régulation. Il vise d’une part à faire progresser la connaissance du fonctionnement des systèmes financiers et de leur régulation et d’autre part, à “conseiller” et “guider” en toute indépendance l’action des pouvoirs publics dans la mise en œuvre des politiques de régulation en apportant une expertise académique.
Le Labex ReFi est un laboratoire pluridisciplinaire où cohabitent des spécialistes en économie, en comptabilité, en finance et gestion, en mathématiques financières et en droit, issus de plusieurs institutions. Toutes ces disciplines s’intéressent à la régulation mais sous des angles différents, avec des outils, des langages et des systèmes d’incitations et d’évaluation qui leur sont propres. Un des objectifs du Labex ReFi est d’amener des chercheurs de ce divers horizons à produire ensemble des travaux de recherche « utiles » à la mise en œuvre des politiques de régulation. C’est un enjeu important parce que la régulation a souvent été caractérisée par des logiques « en silo ». Chaque discipline travaille de manière séparée et élabore sa propre doctrine, sans parfaitement appréhender les questions posées par les interactions avec les autres disciplines, ce qui aboutit parfois à des visions erronées et, conséquemment, des décisions mal venues ou aux conséquences inverses de l’effet recherché.

## Missions
Les activités du Labex ReFi s’articulent autour de trois axes : recherche, valorisation et pédagogie.

### Projets de recherche
La recherche est organisée autour de groupes de travail pilotés par des professeurs ou chercheurs académiques des institutions partenaires. Les chercheurs du Labex ReFi s’intéressent aux grands enjeux de la régulation financière que sont l’allocation d’actifs et leur évaluation, l’(in)efficience des marchés, l’histoire des crises financières, l’interaction avec l’économie réelle, l’information financière, les agences de notation, la régulation des activités bancaires, la régulation des activités financières des assurances, la régulation des marchés de capitaux, le risque systémique ou la valorisation des actifs de long terme. Un appel à projets a été lancé et se
traduira en juin 2012 par des financements de projets de recherche. Des bourses de doctorat et des contrats post doctoraux ont été alloués. Les Institutions partenaires (Université Paris I, ESCP Europe, CNAM, ENA, ENASS) animent également des séminaires de recherche consacrés à la régulation.

### Valorisation despolicy papers
La valorisation est matérialisée en premier lieu par les « policy papers », qui s’intéressent à des thèmes d’actualité et expriment des points de vue académiques sur des questions de régulation. Divers types d’évènements sont organisés. Le Labex organise par exemple des petits déjeuners tous les deux mois réunissant, professionnels, régulateurs et académiques pour débattre de thèmes d’actualité. Ainsi, depuis novembre 2011, les petits déjeuners du Labex ReFi se sont intéressés à l’évaluation de la dette souveraine, aux agences de rating et la séparation des activités de banque d’investissement et de dépôt et prochainement à l’efficience. Plusieurs conférences destinées à des publics larges ont également été organisées sur des thèmes majeurs et notamment une grande conférence en juin 2013 en collaboration avec la FEBS sur le thème « régulation et risque systémique » qui a réuni plus de 300 participants, et d’autres évènements (par exemple « Refonder les normes de la finance » (octobre 2011), « Shareholder activism » (janvier 2012), « 4e édition des Journées européennes de la régulation » (février 2012), « Les nouvelles normes prudentielles : quels effets sur le secteur bancaire, quels effets sur la stabilité financière ? » (mars 2012), etc.) Les professeurs du Labex ReFi assurent à partir de mai 2012 une chronique mensuelle dans la Revue Banque sur des sujets d’actualité. Un ouvrage collectif « La régulation peut-elle sortir l’Europe de la crise » est sous presse.

### Programme de développement
Le Labex ReFi a également vocation à développer des programmes consacrés à la régulation financière. Un séminaire intitulé « 5 leçons sur la régulation » organisé en collaboration avec l’École polytechnique fédérale de Zurich (ETH) rassemblent les étudiants des institutions partenaires dans le cadre de conférences animées par des professeurs à visibilité internationale. D’autres cours faisant intervenir des professionnels ayant une longue expérience pratique des marchés ou de l’information financières sont prévus, s’adressant collectivement aux étudiants des quatre institutions constitutives, voire à des professionnels en formation continue. À terme, il s’agit de créer une « École de la régulation » à vocation européenne.